# Ludvík Krejčí
Ludvík Krejčí (17. srpna 1890 Tuřany u Brna – 9. února 1972 Ústí nad Orlicí) byl československý armádní generál, legionář první světové války.

## Studium a první světová válka
Narodil se 17. srpna 1890 v Tuřanech u Brna jako nejmladší z osmi dětí v selské rodině. Vystudoval vyškovské gymnázium a poté Vyšší lesnickou školu v Písku. Po ukončení studia byl v roce 1910 odveden do prezenční vojenské služby jako jednoroční dobrovolník u 8. pluku v Brně. V roce 1911 nastoupil jako lesní adjunkt státních lesů v Nuštaru (Bosna).
Byl proto převelen do zálohy 4. pluku a ke kterému byl povolán ještě před rakouskou mobilizací 28. července 1914 a bojoval s ním v Srbsku, Černé Hoře, Albánii. V květnu 1916 byl s praporem jako velitel roty krátce přesunut do Itálie a následně do Rumunska (Sedmihradska). Zde je po ustálení fronty v zákopovou válku 17. května 1917 zajat u Odobești nedaleko Focșani.

## Legie v Rusku

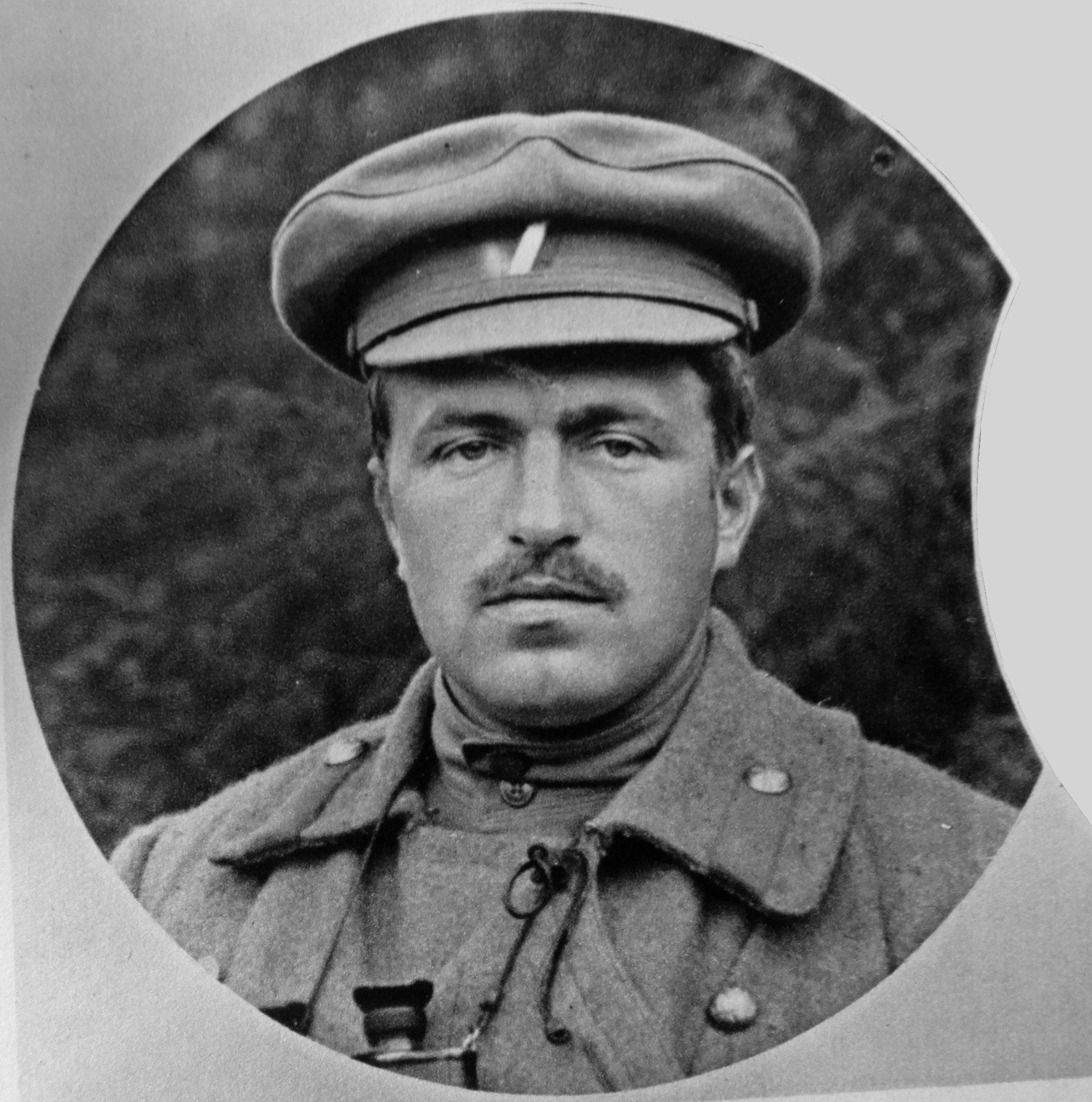
Plukovník Ludvík Krejčí – velitel II. československé divize v čs. legiích v Rusku (kolem 1918–1920)

V červnu se přihlásil do legií a 20. července 1917 byl zařazen do důstojnického kurzu v Borispolu. Byla mu přiznána hodnost štábního kapitána a byl jako důstojník přidělen k 6. Hanáckému střeleckému pluku Československých legií v Rusku.
Po neúspěchu Kerenského ofenzívy se Ruská armáda rozpadla a československá legie spolu s ní ustoupily. V bitvě u Bachmače 9. března 1918 zadržela jeho jednotka postupující německou frontu u železničního uzlu Bachmač na Ukrajině a tím umožnila evakuaci první i druhé divize ustupujících legionářů na transsibiřskou magistrálu. Zúčastnil se dalších ústupových bojů z Ukrajiny na Sibiř, vyznamenal se v Marjanovce a kungurské frontě. Poté, co Radola Gajda přešel do služeb bělogvardějců (stal se velitelem Kolčakových vojsk), převzal v roce 1919 v hodnosti plukovníka velení 2. střelecké divize, která kryla poslední část transportů do Vladivostoku před útoky rudoarmějců. V dubnu 1920 opustil Rusko a vrátil se do vlasti s 6. střeleckým plukem na lodi President Grant, kam se vlakem dostal 20. června 1920.

## Důstojník ČSR
V červenci roku 1920 mu bylo svěřeno velení nad 6. pěší divizí sídlící v Brně. Roku 1923 byl povýšen na brigádního generála. V srpnu téhož roku byl vyslán na pařížskou vysokou školu válečnickou. V roce 1925, po návratu do vlasti, byl pověřen velením 4. divize v Hradci Králové. V květnu 1928 byl povýšen na divizního generála.
V lednu 1927 se oženil s Marií Luxovou, narodily se jim dvě dcery Marie (1930, později provdaná Žižková) a Jarmila (1932). V prosinci roku 1932 byl jmenován Zemským vojenským velitelem v Košicích.
Po vítězství Hitlera ve volbách 1932, jeho zvolení říšským kancléřem 1933 a ztroskotání ženevské odzbrojovací konference 1932 bylo nutné armádu připravit na případný vojenský konflikt. Proto byl Krejčí 30. listopadu 1933 jmenován zatímním a o měsíc později definitivním náčelníkem hlavního štábu branné moci. Stalo se tak na přímou žádost prezidenta Masaryka, když generála Prchalu nebylo možno prosadit. V nejvyšší funkci vystřídal odvolaného generála Syrového, kterému za podpory Beneše a francouzské vojenské mise byl zřízen náhradní post generálního inspektora. Později, po Masarykově abdikaci na prezidentský úřad vznikly spory o kompetence náčelníka a inspektora, které však postavil jako věc důvěry v jeho osobu a Syrový musel ustoupit fakticky do pozice reprezentační. V roce 1934 byl ve věku 44 let povýšen na armádního generála.
Klíčové změny armády prosadil ve změnách struktury velení, strategie válečné armády (krycí a manévrovací složka), penzionování zasloužilých důstojníků, technologická modernizace armády (motorizace a mechanizace, letectvo, tanky), prodloužení prezenční služby, navýšení armádního rozpočtu, nový nástupní a mobilizační plán (VI). 20. března 1935 bylo zřízeno Ředitelství opevňovacích prací a on sám byl jmenován do funkce předsedy Rady pro opevňování, která měla funkci řídícího orgánu výstavby stálého opevnění v Československu.

## Kritické roky ČSR 1938 a 1939

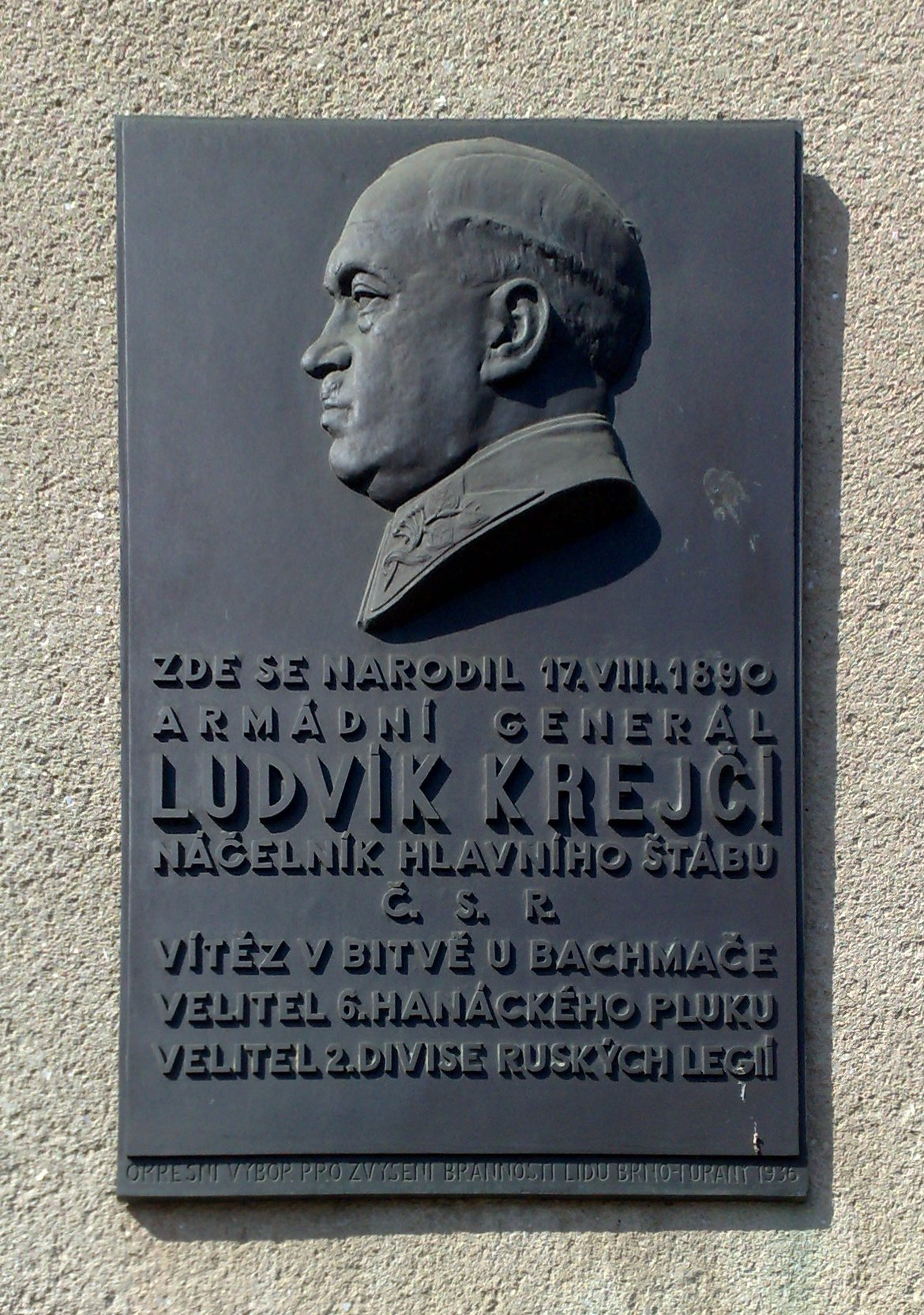
Pamětní deska na rodném domě v Brně-Tuřanech, Tuřanské nám. 31 (umístěna 1936–1939, 1996–současnost)

Jako nejvýše postavený voják prosadil od 1. března 1938 až do září 1938 zvýšení početního stavu armády v míru průběžným povoláváním záložníků na cvičení. Po okupaci Rakouska 12. března 1938, byl již v dubnu 1938 dopracován hlavním štábem upravený mobilizační plán VIa (např. německý Wehrmacht obdobnou úpravu nebyl schopen do září 1938 provést). Poté, co rozvědka oznámila soustředění německých vojsk v Sasku, severním Rakousku a jižním Slezsku, byl po poradě s prezidentem a vládou povolán jeden ročník zálohy na mimořádné cvičení a od 22. května do 13. června 1938 byl vyhlášen kryt hranic, který měl zajistit ochranu republiky do případné všeobecné mobilizace. V červenci 1938 vstoupil v platnost nový mobilizační plán VII, který již předpokládal v západních Čechách jen mobilizaci a po soustředěném útoku Wehrmachtu ústup na Českomoravskou vrchovinu.
Na začátku září 1938 adresoval politikům memorandum, kde varoval před ústupky nacistickému Německu a upozornil na připravenost armády bojovat. Od 12. září 1938 zavedl štáb nepřetržitý provoz včetně mobilizačních orgánů. V pohraničí od 12. a 13. září vyhlásila československá vláda stanné právo v reakci na ozbrojené povstání organizované Sudetendeutsche Partei, které musely potlačit pohotovostní oddíly armády a nakonec i řádná armáda.
Po obavách, aby se tento zásah armády nestal záminkou pro útok nacistického Německa, žádal opět na vládě a prezidentovi obranná opatření. Ti souhlasili jen s povoláním části záložníků na zvláštní cvičení. Byla také vyhlášena bojová pohotovost těžkého a zajištění lehkého opevnění.
Další dvě memoranda o vážnosti situace datovaná na konec září směřovala k veřejnosti a k politikům. Dne 17. září 1938 požádal prezidenta Edvarda Beneše o okamžité povolání dvou ročníků zálohy a následnou mobilizaci, která byla však zamítnuta. Proto podal prezidentovi demisi, která byla také zamítnuta, ale požadavek na povolání jednoho ročníku byl naplněn. Prostřednictvím francouzského generála Gamelina požádal, aby Francie návrh mobilizace podpořila. Vláda Anglie a Francie však opětovně rozhodně odmítala československou mobilizaci.
Krejčí 21. září znovu požadoval vyhlášení mobilizace, opět neúspěšně. Československá vláda 21. září 1938 přijala britsko-francouzské ultimátum o ústupcích v pohraničí, které den před tím odmítla. Konrád Henlein však tyto ústupky na Hitlerův příkaz nepřijal a označil je za již nedostačující. Vláda podala demisi a byla jmenována nová v čele s generálem Syrovým.
Další žádost o mobilizaci na poradě s prezidentem proti soustřeďující se německé armádě dal Krejčí 21. září a opět nebyla Benešem vyslyšena. Až 22. září 1938 se mu podařilo prosadit vyhlášení plného krytu hranic a následně 23. září 1938 všeobecné mobilizace, kdy byl prezidentem Edvardem Benešem jmenován hlavním velitelem branné moci (tj. mobilizované armády), tedy de facto se stal generalissimem. Následující den se Hlavní velitelství začalo přesouvat přes Klánovice, kde byl vydán rozkaz o rozmístění podpůrných sborů v obranných pozicích podle předpokládaného směru hlavního útoku (Jindřichův Hradec, Liberec). Večer 26. září 1938 dorazil štáb do Račic u Vyškova a jeho okolí. Mobilizace byla nerušeně a úspěšně dokončena a armáda byla připravena k obraně.
V Mnichově byla dne 29. září v noci přijata Dohoda o odstoupení pohraničí Německu a doručena, jako automaticky přijatá, československé vládě. Prezidentem byl ráno 30. září 1938 povolán do Prahy, kde společně s generálem Lužou, Vojcechovským, Prchalou obhajovali nutnost, schopnost a ochotu Československé armády k obraně i osamocené republiky. Edvard Beneš napsal o setkání ve svých pamětech: Byl to rozhovor velice pohnutý. Viděl jsem slzy v očích některých generálů a slyšel jsem z jejich úst slova prosby, výstrahy i hrozby. Nepřešli nikde stanovenou mez ve svém postoji generálů k vrchnímu veliteli; ale byly to prosby i výstrahy velmi důrazné.
Zpočátku října byl v čele nátlaku na politiky ve prospěch vojenské obrany, neboť byl přesvědčen o připravenosti i odhodlanosti armády. Účastnil se platonických pokusů o případné vojenské převzetí vlády,[zdroj?] následně změnil názor a další pokusy generálů odmítal.
Po přijetí Mnichovské dohody začala armáda od poloviny října 1938 pod jeho velením demobilizovat a přecházet zpět do mírového stavu. Byl připraven nový mobilizační plán, redukce armády a další dílčí modernizace armády, 5. až 12. prosince 1938 byl postupně rušen kryt hranic. Dne 20. prosince 1938 byl na nátlak nacistů odvolán z funkce hlavního velitele operujících armád. 3. února 1939 byla zrušena branná pohotovost. Na nátlak nacistů byl 1. března 1939 odvolán z funkce náčelníka Hlavního štábu, a poslán na „zdravotní dovolenou“.

## Protektorátní vězeň
Po začátku německé okupace v březnu 1939 žil v Praze, později byl donucen se odstěhovat do rodiště své ženy do Jablonného nad Orlicí.
Nebyl přizván do odbojové organizace Obrana národa, neboť se její zakladatelé obávali, že by mohl být sledován gestapem. Jeho dva pokusy o opuštění republiky nebyly úspěšné. 14. října 1941 byl zatčen gestapem a po výsleších v Praze převezen do koncentračního tábora Terezín. V červenci 1942 byl nečekaně gestapem propuštěn. V říjnu 1942 a srpnu 1943 se ho pokusil K. H. Frank propagandisticky zneužít, což Krejčí odmítl. I přes neustálé sledování podporoval finančními prostředky odbojovou skupinu vedenou Jaroslavem Kvapilem.

## Po válce

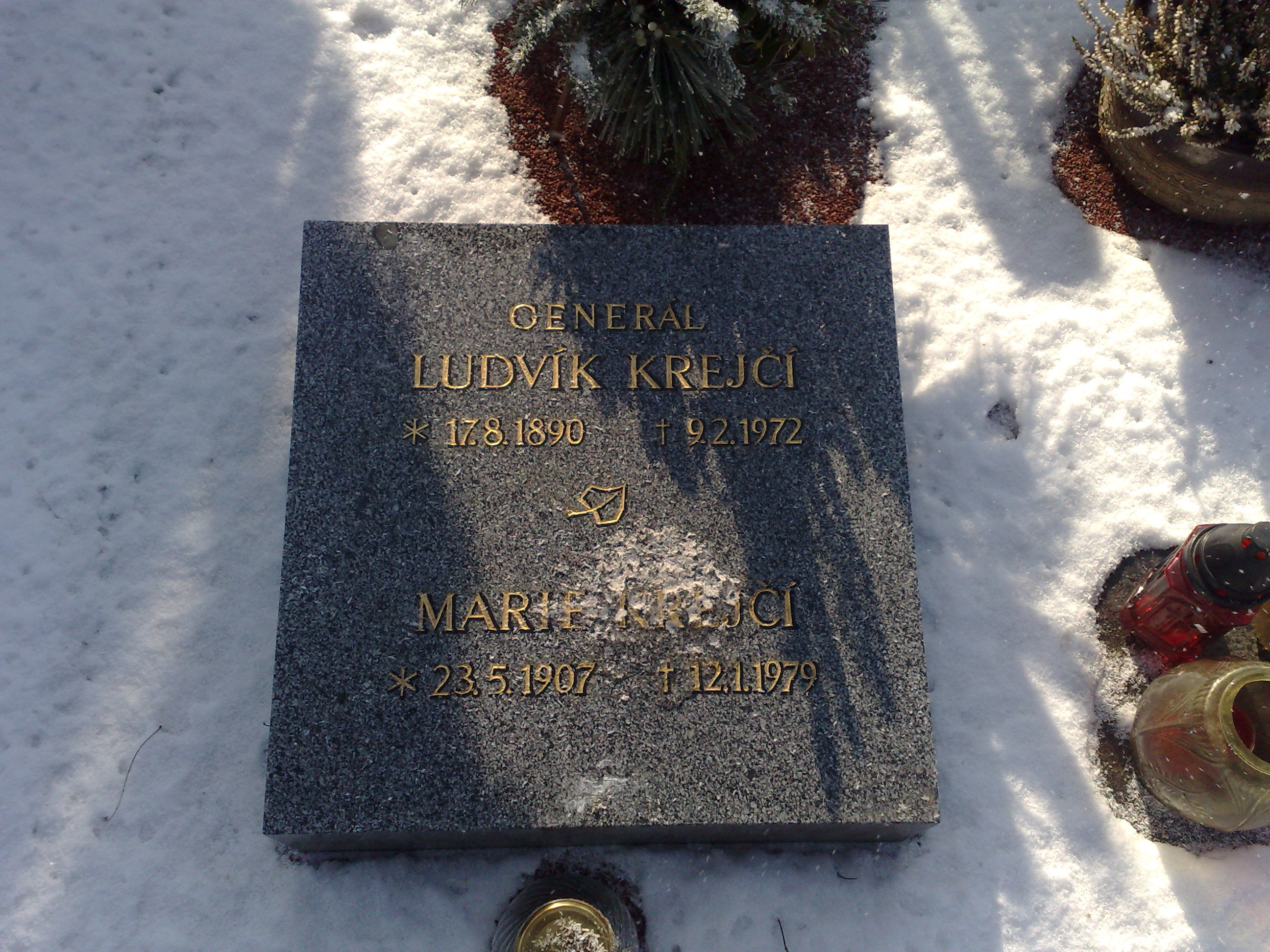
Náhrobek na rodinném hrobě na tuřanském hřbitově

Po osvobození se ve svých 57 letech přihlásil do armády. Až na začátku roku 1947 byl znovu přijat, ale již 1. února 1947 byl penzionován. Po komunistickém převratu byl v červenci 1950 degradován na vojína a v květnu 1953 mu byla odebrána penze. Pracoval jako pomocný dělník ve znárodněné továrně na knoflíky v Jablonném nad Orlicí, patřící dříve rodině jeho ženy. Po intervenci maršála Koněva mu byl roku 1969 vyměřen částečný důchod. Zemřel jako prostý vojín 9. února 1972 v nemocnici Ústí nad Orlicí a pohřben byl v rodných Tuřanech s legionářskými poctami.

## Ocenění
Hodnost armádního generála mu vrátil posmrtně až roku 1990 prezident Václav Havel. Roku 1997 byl také oceněn za zásluhy pro odboj. Roku 1998 byl navržen na ocenění Řádem Bílého lva in memoriam, avšak příslušná komise tento návrh v danou dobu zavrhla.
Roku 1999 vyšla v edici „Brněnský legionář“ vůbec první publikace o tomto generálovi, zpracovaná na přání příbuzenstva dle dostupných materiálů s názvem „Ludvík Krejčí, tuřanský generál“. Autor této publikace M. A. Fryščok zvolil název jako připomenutí generálova patriotismu, projeveného v kritických chvílích mobilizace koncem září roku 1938, kdy se generál v noci přesunul z Hlavního stanu v Račicích u Vyškova do Tuřan. Zde navštívil hrob svých rodičů a poté navštívil své tři bratry a kladl jim na srdce: „Kdybych padl, pamatujte prosím, žádný Žižkov, chci být pochován v Tuřanech.“
V roce 2012 mu byla udělena Cena Václava Bendy (in memoriam). Dne 28. října 2017 mu prezident republiky Miloš Zeman in memoriam propůjčil Řád Bílého lva vojenské skupiny I. třídy za mimořádné zásluhy o obranu a bezpečnost státu.

## Vyznamenání
Seznam vyznamenání.
- 1915  Vojenská záslužná medaile, bronzová „Signum laudis“
- 1916  Vojenská záslužná medaile, stříbrná „Signum laudis“
- 1916  Železný záslužný kříž[30]
- 1917  Vojenská záslužná medaile, stříbrná
- 1918  Řád sv. Vladimíra, IV. třída s meči a mašlí
- 1918  Medaile Jana Žižky z Trocnova[31]
- 1919  Válečný kříž 1914–1918
- 1919  Řád sokola, s meči
- 1919  Řád za vynikající službu
- 1920  Řád čestné legie, V. třída – rytíř
- 1920  Československý válečný kříž 1914–1918
- 1922  Československá medaile Vítězství
- 1922  Československá revoluční medaile
- 1923  Řád italské koruny, III. třída – komandér
- 1928  Řád čestné legie, IV. třída – důstojník
- 1928  Řád rumunské koruny, III. třída
- 1934  Řád čestné legie, II. třída – velkodůstojník
- 1934  Řád rumunské hvězdy[32], I. třída s meči
- 1935  Řád jugoslávské koruny, I. třída
- 1936  Řád Jiřího I., I. třída – velkokříž
- 1948 Pamětní medaile 6. střeleckého pluku hanáckého[33]
- 1948  Bachmačská pamětní medaile
- 2017  Řád Bílého lva, I. třída vojenská skupina, in memoriam

## Ztvárnění v umění
V roce 2013 ho v seriálu České století ve 2. epizodě Den po Mnichovu (1938) ztvárnil herec Miloslav Mejzlík